# Saint-Michel-Mont-Mercure
Saint-Michel-Mont-Mercure era una comuna francesa situada en el departamento de Vandea, de la región de Países del Loira, que el 1 de enero de 2016 pasó a ser una comuna delegada de la comuna nueva de Sèvremont al fusionarse con las comunas de La Flocellière, La Pommeraie-sur-Sèvre y Les Châtelliers-Châteaumur.

## Demografía
| Gráfica de evolución demográfica de Saint-Michel-Mont-Mercure entre 1800 y 2014 |
|                                                                                 |

Los datos demográficos contemplados en este gráfico de la comuna de Saint-Michel-Mont-Mercure se han cogido de 1800 a 1999 de la página francesa EHESS/Cassini, y los demás datos de la página del INSEE.